# 彼女と彼氏の明るい未来
『彼女と彼氏の明るい未来』（かのじょとかれしのあかるいみらい）は、谷口菜津子による日本の漫画作品。『コミックビーム』（KADOKAWA）にて、2018年9月号から2020年3月号まで連載された。
2024年1月より、毎日放送にてテレビドラマが放送された。

## 登場人物
青山 一郎（あおやま いちろう）
小学校の教諭。
雪歌（ゆきか）
一郎の彼女。かわいい。ヤリマンだった過去がある。

## 制作背景
ヤリマンという言葉について「侮辱する時や自虐する時に使う言葉」と認識している作者の谷口菜津子は、過去には「小さな差別感情」を抱きつつも「言葉を選んで使っていた」という。20代前半のころに当時の恋人の浮気により自暴自棄になった谷口は、ヤリマンになろうと考えたものの、健康上や身体上の理由でなることはできなかった。しかしヤリマンという言葉に「以前より親近感と興味と罪悪感」を持つようになったと話している。本作のテーマは「『恋人の過去を知った上でもまるごと愛せるか』ではある」ものの、「善人ヅラしようとしながら、誰かを言葉で貶めていた自分への反省漫画」でもあると、谷口なりにヤリマンについて考えつつ話が制作されている。

## 書誌情報
- 谷口菜津子『彼女と彼氏の明るい未来』KADOKAWA〈ビームコミックス〉、全2卷
  1. 2019年5月11日発売[1][6]、ISBN 978-4-04-735598-9
  2. 2020年3月12日発売[7]、ISBN 978-4-04-735856-0

## テレビドラマ
2024年1月12日（11日深夜）から2月23日（22日深夜）まで毎日放送の「ドラマ特区」枠で放送された。主演は末澤誠也と関水渚。ドラマの最終話は調布市で撮影が行われた。

### キャスト

#### 主要人物
青山一郎
演 - 末澤誠也
小学校教師。
佐々木雪歌
演 - 関水渚
雑貨店の店員。恋人の一郎と同棲している。

#### 周辺人物
西野洋平
演 - 中川大輔
一郎の同級生で親友。ITベンチャーの社長。
秋
演 - 山谷花純
一郎と洋平が通う小料理屋の店員。
森川タクト
演 - 青木瞭
雪歌の高校時代の同級生。
コト
演 - 三原羽衣
雪歌の同僚。雪歌によく恋愛相談をしている。
タカヒロ
演 - 落合モトキ
CLUB「VESPA」のスタッフ。

### スタッフ
- 原作 - 谷口菜津子『彼女と彼氏の明るい未来』（ビームコミックス / KADOKAWA刊）[4][9]
- 監督 - 橋爪駿輝、八重樫風雅[4][9]
- 脚本 - 伊達さん、橋爪駿輝[4][9]
- 音楽 - 佐久間奏
- オープニング主題歌 - DeNeel「ブラックアウト」[10]
- エンディング主題歌 - Have a Nice Day!「メビウス」[11]
- チーフプロデューサー - 西山剛史、丸山博雄
- プロデューサー - 大森美希、久保田紗代、柴原祐一
- 制作 - ダブ[4][9]
- 製作幹事 - エイベックス・ピクチャーズ[4][9]
- 製作 - 「彼女と彼氏の明るい未来」製作委員会、毎日放送[4][9]

### 放送日程
| 話数   | 放送日  | 監督       |
| ------ | ------- | ---------- |
| 第1話  | 1月12日 | 橋爪駿輝   |
| 第2話  | 1月19日 | 橋爪駿輝   |
| 第3話  | 1月26日 | 八重樫風雅 |
| 第4話  | 2月02日 | 橋爪駿輝   |
| 第5話  | 2月09日 | 八重樫風雅 |
| 第6話  | 2月16日 | 八重樫風雅 |
| 最終話 | 2月23日 | 橋爪駿輝   |

### 放送局
| 放送期間                | 放送時間                     | 放送局       | 対象地域   | 備考              |
| ----------------------- | ---------------------------- | ------------ | ---------- | ----------------- |
| 2024年1月11日 - 2月22日 | 木曜 23:30 - 翌0:00          | テレビ神奈川 | 神奈川県   | 1時間29分先行放送 |
| 2024年1月12日 - 2月23日 | 金曜 0:59 - 1:29（木曜深夜） | 毎日放送     | 近畿広域圏 | 製作局            |
|                         | 金曜 23:00 - 23:30           | 千葉テレビ   | 千葉県     |                   |
| 2024年1月18日 - 2月29日 | 木曜 0:00 - 0:30（水曜深夜） | テレビ埼玉   | 埼玉県     |                   |
|                         | 木曜 22:30 - 23:00           | とちぎテレビ | 栃木県     |                   |
|                         | 木曜 23:30 - 翌0:00          | 群馬テレビ   | 群馬県     |                   |
| 2024年2月23日 - 4月5日  | 金曜 0:55 - 1:25（木曜深夜） | あいテレビ   | 愛媛県     |                   |
| 2024年4月28日 - 6月9日  | 日曜 1:28 - 1:58（土曜深夜） | 北海道放送   | 北海道     |                   |

### ネット配信
| 配信開始月 | 配信サイト           | 配信料金     | 備考           |
| ---------- | -------------------- | ------------ | -------------- |
| 2024年1月  | FOD（FODプレミアム） | 定額制有料   | 見放題独占配信 |
| 2024年1月  | MBS動画イズム        | 広告付き無料 | 見逃し配信     |
| 2024年1月  | TVer                 | 広告付き無料 | 見逃し配信     |

| 毎日放送 ドラマ特区 | 毎日放送 ドラマ特区    | 毎日放送 ドラマ特区        |
| 前番組              | 番組名                 | 次番組                     |
| ------------------- | ---------------------- | -------------------------- |
| サブスク不倫        | 彼女と彼氏の明るい未来 | シンデレラ・コンプレックス |